# Rhoda
Rhoda was een Amerikaanse sitcom van de zender CB S dieliep van 9 september 1974 tot 9 december 1978. De serie was een spin-off van de populaire reeks The Mary Tyler Moore Show. Valerie Harper speelde de hoofdrol van Rhoda Morgenstern.
Rhoda verhuist van Minneapolis, waar The Mary Tyler Moore Show zich afspeelde, naar New York. Ze leert Joe Gerard kennen (David Groh en trouwt met hem in een special die een uur duurt (deze aflevering was een van de meest bekeken episodes uit seizoen 1974/75). Het huwelijk houdt evenwel niet stand. Aan het begin van het derde seizoen scheiden ze. Daarna draait de serie rond Rhoda die in de dertig is, gescheiden en een onafhankelijke zakenvrouw. Deze rol werd ingebracht nadat de producers van de show beseften dat de charme van het personage Rhoda gelegen zou zijn in de rol van een onzekere alleenstaande vrouw.

## Prijzen
Valerie Harper won in 1975 een Emmy Award, ze had er ook al drie gewonnen in dezelfde rol bij de Mary Tyler Moore Show. In 1978 kreeg ook Julie Kavner een Emmy.
Rhoda won ook twee Golden Globe Awards (een voor Valerie en de andere voor de show zelf) in 1975. In totaal kreeg de Show 17 Emmy-nominaties en 7 Golden Globe nominaties.